# Due per la strada
Due per la strada (Two for the Road) è un film del 1967 diretto da Stanley Donen, con Audrey Hepburn e Albert Finney.

## Trama
Joanna e Mark si sposano dopo essersi conosciuti durante un viaggio in autostop per l'Europa. Il film segue le vicende della loro vita insieme, lungo dieci anni di matrimonio, dall'amore iniziale, alle tensioni, i tradimenti e la nascita della figlia fino alla decisione di divorziare. Il ricordo degli episodi che li hanno avvicinati e allontanati, tutti legati al viaggio, porteranno la coppia a comprendere la loro relazione e a scoprire il sentimento che ancora li lega l'uno all'altra.

## Produzione
Il ruolo di Mark Wallace fu all'inizio proposto a Paul Newman che non accettò.
Il tema musicale Two for the Road fu composto dal famoso compositore Henry Mancini

## Riconoscimenti
- 1968 - Premio Oscar
  - Candidatura a Frederic Raphael per la sceneggiatura
- 1967 - Festival internazionale del cinema di San Sebastián
  - Concha de Oro